# Herb gminy Ostróda
Herb gminy Ostróda – jeden z symboli gminy Ostróda w postaci herbu.

## Wygląd i symbolika
Herb przedstawia tarczę dzieloną w pas; w polu pierwszym złotym wiewiórkę czerwoną wśród dwóch róż o płatkach czerwonych i liściach oraz łodygach zielonych, w polu drugim czerwonym szkuta o barwie złotej.
Herb swoją symboliką odwołuje się do historii Ostródy i jej okolic, a także do charakterystycznych cech topograficznych i walorów krajobrazowych gminy. 
Czerwona wiewiórka w złotym polu symbolizuje herb Jana Bażyńskiego, który był od 1454 roku gubernatorem Prus. Dwie czerwone róże nawiązują do sekretnej pieczęci Jana Bażyńskiego. Złoty statek (szkuta) w czerwonym polu nawiązuje natomiast do Kanału Elbląskiego, który przebiega częściowo przez obszar gminy.

## Historia
Prace nad przygotowaniem projektu herbu rozpoczęły się w marcu 1996 wraz z podpisaniem przez gminę umowy z Centrum Heraldyki Polskiej w Warszawie. 18 grudnia 1996 Rada Gminy Ostróda uchwaliła herb i flagę gminy.